# Ancylostemon
Ancylostemon es un género  de plantas perteneciente a la familia Gesneriaceae. Comprende 18 especies descritas y de estas. solo 17 aceptadas. Es originario del C & S de China (Hubei, Sichuan, Guizhou, Yunnan, Guangxi, Shanxi). 

## Taxonomía
El género fue descrito por William Grant Craib y publicado en Notes from the Royal Botanic Garden, Edinburgh 11(55): 233. 1919. La especie tipo es: Ancylostemon concavus Craib
Etimología
Ancylostemon: nombre genérico que deriva de las palabras griegas άγκύλη, ankylē = "curvado, cayado", y σήμων, stēmōn = "filamento", aludiendo a lo curvado del ápice de los  filamentos.

## Especies
A continuación se brinda un listado de las especies del género Ancylostemon aceptadas hasta julio de 2012, ordenadas alfabéticamente. Para cada una se indica el nombre binomial seguido del autor, abreviado según las convenciones y usos.
- Ancylostemon aureus (Franch.) B.L.Burtt
- Ancylostemon bullatus W.T.Wang & K.Y.Pan
- Ancylostemon concavus Craib
- Ancylostemon convexus Craib
- Ancylostemon flabellatus C.Y.Wu ex H.W.Li
- Ancylostemon gamosepalus K.Y.Pan
- Ancylostemon hekouensis Y.M.Shui & W.H.Chen
- Ancylostemon humilis W.T.Wang
- Ancylostemon lancifolius (Franch.) B.L.Burtt
- Ancylostemon mairei (H.Lév.) Craib
- Ancylostemon notochlaena (H.Lév. & Vaniot) Craib
- Ancylostemon purpureus Burtt & R.A.Davidson
- Ancylostemon rhombifolius K.Y.Pan
- Ancylostemon ronganensis K.Y.Pan
- Ancylostemon saxatilis (Hemsl.) Craib
- Ancylostemon trichanthus Burtt & R.A.Davidson
- Ancylostemon vulpinus Burtt & R.A.Davidson